# Asteroschema laeve
Asteroschema laeve är en ormstjärneart som först beskrevs av George Richard Lyman 1872.  Asteroschema laeve ingår i släktet Asteroschema och familjen Asteroschematidae. Inga underarter finns listade i Catalogue of Life.